# Stefano Brondi
Stefano Brondi (Livorno, 17 settembre 1961) è un allenatore di calcio ed ex calciatore italiano, di ruolo attaccante.

## Carriera

### Giocatore
Cresciuto nelle giovanili dell'Armando Picchi, seconda squadra della sua città.
Nel 1979 passa alla Sampdoria, con cui debutta in Serie B il 10 maggio 1981 in occasione del derby contro il Genoa (1-1). Con i blucerchiati rimane fino al 1982, giocando in tutto 8 partite in cadetteria ottenendo la promozione in serie A.
In seguito si trasferisce al Bologna, che però lo cede pochi mesi più tardi alla Lucchese, in Serie C2. La stagione seguente passa alla Rondinella Marzocco, in Serie C1, dove segna 9 reti, suo miglior bottino stagionale.

Brondi (al centro) in azione alla Rondinella Marzocco nel 1983, alle prese col bresciano Giorgi.

Dal 1984 torna a calcare i campi della Serie B, militando un anno nel Perugia, uno nel Catanzaro, due nel Bari e infine uno nell'Ancona. Nell'autunno 1989 fa ritorno alla Lucchese dove gioca la sua ultima annata fra i professionisti  in Serie C1.  Con i rossoneri vince campionato e coppa Italia prima di passare per un ultimo anno alla Pistoiese nel Campionato Interregionale  centrando la promozione in serie C. Nel 1990, a causa di un grave problema fisico, interrompe la carriera a 29 anni.
In carriera ha totalizzato 164 presenze e 17 reti in Serie B , 62 presenze e 16 reti in serie C

### Allenatore
Una volta appese la scarpe al chiodo ha intrapreso la carriera di allenatore, iniziando come vice di Gianfranco Bellotto alla Pistoiese dopo aver conseguito il patentino UEFA A.
Tra le squadre da lui allenate vi sono: il Venturina 1998-1999 conquistando la salvezza in serie D per due stagioni consecutive, il Grosseto dove si dimette per divergenze  con  la dirigenza lasciando la squadra terza in classifica, il  Versilia, la Primavera del Livorno, il Cecina conseguendo la promozione in serie D , l'Armando Picchi centrando la salvezza il primo anno e successivamente vincendo i play off di serie D.  Nel 2009 viene chiamato alla guida del Forte dei Marmi ultimo in classifica alla 15° giornata,  conquistando la salvezza con 2 giornate d'anticipo 
Nel luglio 2011 viene ingaggiato dal Rosignano Sei Rose, in Serie D, venendo esonerato nel successivo mese di dicembreper disaccordi con la dirigenza,
Dal luglio 2012 viene nominato direttore tecnico del settore giovanile del Forcoli, società di Serie D; dal successivo mese di novembre viene nominato allenatore della prima squadrain piena lotta per la retrocessione, il campionato si conclude con la salvezza in serie D.
Nell'estate 2014 torna a Livorno come tecnico degli Allievi Nazionali. Il 27 giugno 2015 passa ad allenare la formazione Primavera, dopo le dimissioni di Luciano Bruni.  Nel 2016 con i giovanissimi nazionali  raggiunge le final four mentre nel 2017  centra la semifinale scudetto uscendo ai calci di rigore.
Nel marzo 2022 sostituisce Paolo Stringara alla guida della Pro Livorno Sorgenti nelle ultime 6 giornate di campionato in Serie D. Al termine della stagione, dopo non essere riuscito ad evitare la retrocessione lascia la società. Nel 2023 viene nominato direttore tecnico dello Sporting Cecina

## Palmarès

### Giocatore

#### Competizioni nazionali.
- Campionato Interregionale: 1

Pistoiese: 1990-1991.                              Campionato serie C: 1.            Lucchese: 1989-1990               Campionato serie B:  1.        Sampdoria: 1981-1982
- Coppa Italia Serie C: 1

Lucchese. 1989-1990

### Allenatore

#### Competizioni regionali
- Eccellenza: 1 Cecina: 2003-2004                                                 Serie D:  Armando Picchi play off .2007-2008 ...                       serie C: 1.                                 Pistoiese 1992-93 ( vice allenatore)